# Charles Bassey
Charles A. Bassey (Lagos, 28 de outubro de 2000) é um jogador nigeriano de basquete que atualmente joga no San Antonio Spurs da National Basketball Association (NBA).
Ele jogou basquete universitário em Western Kentucky e foi selecionado pelos 76ers como a 53ª escolha geral no Draft da NBA de 2021.

## Primeiros anos
Bassey nasceu em Lagos, Nigéria, onde jogou futebol até os 12 anos, na época com 1,85 m de altura. Naquela idade, ele foi descoberto por um treinador de basquete enquanto vendia frango frito na beira de uma estrada e usava chinelos pequenos demais para ele. Ele parou de jogar futebol logo em seguida, concentrando-se em desenvolver suas habilidades no basquete. 
Aos 14 anos, Bassey foi eleito o MVP do acampamento de basquete Giants of Africa, um programa estabelecido pelo executivo do Toronto Raptors, Masai Ujiri.

## Carreira no ensino médio
Aos 14 anos, Bassey tinha 2,08 m de altura e mudou-se para os Estados Unidos para continuar sua carreira no basquete na St. Anthony Catholic High School, uma escola particular em San Antonio, Texas. A essa altura, os analistas de recrutamento o consideravam um dos melhores candidatos em sua classe. Como calouro, Bassey teve médias de 20,2 pontos, 17,1 rebotes e 5,9 bloqueios e levou sua equipe para a final da Associação de Escolas Privadas e Paroquiais do Texas (TAPPS).
Antes de sua segunda temporada, ele foi considerado inelegível pelo TAPPS e a sua escola entrou com um recurso. Ele fez sua estreia na temporada e o técnico Jeff Merritt foi demitido por jogar com um jogador inelegível. St. Anthony retirou-se do TAPPS e juntou-se à Texas Christian Athletic League, permitindo que Bassey se tornasse elegível novamente.
Em sua terceira temporada, Bassey foi transferido para a DeSales High School em Louisville, Kentucky e começou a jogar basquete na Aspire Basketball Academy em Louisville. Ele tomou a decisão depois que Hennssy Auriantal, seu tutor legal e assistente técnico do St. Anthony, foi dispensado da escola. Nessa temporada, ele teve médias de 19,4 pontos e 12,8 rebotes.

### Recrutamento
Bassey foi um recruta cinco estrelas e um dos melhores pivô na classe de 2018. Em 13 de junho de 2018, ele foi reclassificado para a turma de 2018 e se comprometeu a jogar basquete universitário em Western Kentucky.
| Nome | Cidade Natal                           | Escola              | Altura              | Peso            | Data                |
| --- | -------------------------------------- | ------------------- | ------------------- | --------------- | ------------------- |
| Charles BasseyC | Lagos, Nigeria                         | Aspire Academy (KY) | 6 ft 10 in (2.08 m) | 220 lb (100 kg) | 13 de junho de 2018 |
| Charles BasseyC | Recrutamento: Rivals: 247sports: ESPN: |                     |                     |                 |                     |
| Rankings: Rivals: 9º \| 247Sports: 9º \| ESPN: 18º |                                        |                     |                     |                 |                     |
| - Nota: Em muitos casos, Scout, Rivals, 247Sports e ESPN podem entrar em conflito em suas listas de altura e peso, nestes casos, a média foi obtida. - Fonte: |                                        |                     |                     |                 |                     |

## Carreira universitária
Em 18 de novembro de 2018, Bassey registrou 25 pontos e 10 rebotes em uma derrota de 78-62 para UCF. Em 31 de janeiro de 2019, ele teve 22 pontos e 18 rebotes, o maior número de rebotes de um calouro de Western Kentucky desde 1972. Como calouro, Bassey teve médias de 14,6 pontos, 10 rebotes e 2,4 bloqueios e foi chamado para a Primeira-Equipe da Conference USA e ganhou o Prêmio de Calouro e Jogador Defensivo do Ano. Ele registrou o maior número de rebotes, bloqueios e duplos-duplos de um calouro na história da universidade.
A segunda temporada de Bassey foi interrompida por uma fratura do planalto tibial que exigiu uma cirurgia. Em 10 jogos, ele obteve médias de 15,3 pontos, 9,2 rebotes e 1,6 bloqueios.
Em 26 de novembro de 2020, Bassey registrou 21 pontos, 14 rebotes e sete bloqueios na vitória por 75-69 sobre Memphis. Em 10 de dezembro, ele teve 29 pontos e 14 rebotes na vitória por 86-84 contra Gardner-Webb. No final da temporada regular de 2020-21, ele foi nomeado o Jogador do Ano da Conference USA e Jogador Defensivo do Ano. Ele teve médias de 17,6 pontos, 11,6 rebotes e 3,1 bloqueios. Após a temporada, ele se declarou para o draft da NBA de 2021, desistindo de sua elegibilidade universitária.

## Carreira profissional
Bassey foi selecionado pelo Philadelphia 76ers como a 53ª escolha geral no Draft de 2021. Em 24 de setembro de 2021, ele assinou um contrato de 3 anos e 4.3 milhões com os 76ers.

## Estatísticas da carreira

### Universitário
| Ano      | Equipe           | PJ | PT | MPJ  | AP   | 3P   | LL   | RT   | AS  | BR | TO  | PPJ  |
| -------- | ---------------- | -- | -- | ---- | ---- | ---- | ---- | ---- | --- | -- | --- | ---- |
| 2018–19  | Western Kentucky | 34 | 34 | 31.4 | .627 | .450 | .769 | 10.0 | .7  | .8 | 2.4 | 14.6 |
| 2019–20  | Western Kentucky | 10 | 10 | 28.1 | .533 | .167 | .787 | 9.2  | 1.3 | .8 | 1.6 | 15.3 |
| 2020–21  | Western Kentucky | 28 | 28 | 30.4 | .590 | .305 | .759 | 11.6 | .7  | .4 | 3.1 | 17.6 |
| Carreira | Carreira         | 72 | 72 | 29.9 | .583 | .307 | .771 | 10.2 | .9  | .6 | 2.3 | 15.8 |

Fonte:

## Vida pessoal
Pouco depois de chegar aos Estados Unidos aos 14 anos, a mãe de Bassey morreu. Na época, Bassey considerou voltar para a Nigéria, mas seu pai, Akpan Ebong Bassey, o encorajou a ficar por razões financeiras.
O treinador de basquete canadense, Hennssy Auriantal, que dirige a organização Yes II Success que traz jogadores internacionais para escolas particulares americanas, ajudou a trazer Bassey para os Estados Unidos. Em 31 de março de 2017, Auriantal e sua esposa receberam a tutela de Bassey. O pai de Bassey mais tarde entrou com uma petição para reabrir o caso e dar ao organizador do torneio de basquete nigeriano John Faniran a custódia de seu filho, mas a petição foi retirada devido à falta de verificação.